# دابل پتی
دابل پَتی (انگلیسی: Double Patty؛‏ کره‌ای: 더블패티) یک فیلم درام محصول کره جنوبی سال ۲۰۲۱ به کارگردانی بک سونگ هوان است. در این فیلم شین سونگ هو و آیرین بازی کردند.

## بازیگران
- شین سونگ هو در نقش کانگ وو رام
- آیرین در نقش لی هیون جی
- سونگ جی این در نقش چوی سه یونگ
- لی بیونگ سو در نقش هوانگ سه جون
- یو بیونگ هون در نقش مربی گو
- لی جی هیون در نقش کانگ جی هیون
- هو نام جون در نقش هان سانگ ووک
- بک جو هوان در نقش کی هو
- کولک مین سوک در نقش چوی گو چول
- جو دال هوان در نقش ایل وو
- مین سونگ ووک در نقش سونگ هوان
- جونگ یونگ جو در نقش مون هی جونگ
- کلارا لی در نقش روزنامه‌نگار خارجی